# Farmington (Michigan)
Pour les articles homonymes, voir Farmington.
Farmington est une ville située dans le comté d'Oakland dans l'état du Michigan, dans la banlieue nord de Détroit.
En 2010, sa population était de 10 372 habitants et en 2020 de 11 597 habitants.